# Changbaiïta
La changbaiïta és un mineral de la classe dels òxids. Va ser anomenada en honor de les muntanyes Changbai, situades entre la República Popular de la Xina i Corea del Nord, on es troba la localitat tipus d'aquest mineral.

## Característiques
La changbaiïta és un òxid de fórmula química PbNb₂O₆. Cristal·litza en el sistema trigonal en forma de cristalls tabulars o esfèrules, de fins a 5 mm, mostrant {0001}, {0001}, {0111}, {1011}, {1012}, {0112} i {1120}. La seva duresa a l'escala de Mohs és 5,5.

## Formació i jaciments
La changbaiïta es forma en filons i cavitats plens de kaolinita en granits potàssics. Va ser descoberta al ont Gang, a Ji'an (Tonghua, Jilin, República Popular de la Xina). També ha estat descrita a les prospeccions Round Top, al pics Sierra Blanca (Comtat de Hudspeth, Texa, Estats Units).
Sol trobar-se associada a altres minerals com: kaolinita, quars, i feldespat potàssic.